# Caterina (prenom)
Caterina és un prenom femení català que prové del prenom llatí medieval Catharina, que deriva del prenom grec Haikaterine o Hekaterin; segons algunes teories, és derivat de l'adjectiu katharà (pura, immaculada), però, segons unes altres, és relacionat amb la deessa Hècate, filla de Perses i Astèria.

## Difusió
Caterina és un prenom que tingué força difusió durant l'edat mitjana i el portaren moltes reines i dames de la noblesa Europea. A Mallorca és molt comuna la variant Catalina. El nom comú de catalina donat a una roda dentada i a una espècie de card, prové de la roda dentada que segons la tradició fou un dels instruments del martiri de Santa Caterina d'Alexandria.
Variants: Catarina, Catalina.
Diminutius: Terina, Tina, Tineta, Nina, Lina.
| Versions en altres llengües | Versions en altres llengües                     |
| --------------------------- | ----------------------------------------------- |
| Albanès                     | Katrina                                         |
| Alemany                     | Katharina                                       |
| Anglès                      | Katherine, Catherine, Katharine, Kathryn, Karen |
| Bretó                       | Katell                                          |
| Búlgar                      | Екатерина (Ekaterina)                           |
| Txec                        | Kateřina                                        |
| Danès                       | Katharina                                       |
| Eslovac                     | Katarína                                        |
| Eslovè                      | Ekaterina                                       |
| Estonià                     | Katariina                                       |
| Espanyol                    | Catalina                                        |
| Euskara                     | Katarin, Katalin                                |
| Finlandès                   | Katariina                                       |
| Francès                     | Catherine                                       |
| Gallec                      | Catarina                                        |
| Georgià                     | ეკატერინე (Ekaterine)                           |
| Grec                        | Αικατερίνη (Aikaterínê)                         |
| Holandès                    | Catharina, Katrijn                              |
| Hongarès                    | Katarina, Katalin                               |
| Irlandès                    | Caitríona, Caitrín, Catraoine, Caitlín          |
| Islandès                    | Katrín                                          |
| Italià                      | Caterina                                        |
| Llatí                       | Catharina                                       |
| Letó                        | Katrīna                                         |
| Lituà                       | Katerina                                        |
| Noruec                      | Katarina                                        |
| Occità                      | Catarina                                        |
| Polonès                     | Katarzyna                                       |
| Portuguès                   | Catarina                                        |
| Romanès                     | Ecaterina, Catalina                             |
| Rus                         | Екатерина (Yekaterina)                          |
| Sard                        | Catalìna                                        |
| Suec                        | Katarina                                        |
| Ucraïnès                    | Катерина (Kateryna)                             |

## Onomàstica
La festa onomàstica de Caterina es pot celebrar en diversos dies de l'any, ja que hi ha moltes santes que portaren aquest prenom:
- Santa Caterina d'Alexandria, la seva festa onomàstica és el 25 de novembre.
- Santa Caterina de Bolonya, celebrada el 9 de març.
- Santa Caterina de Gènova, la seva festa és el 15 de setembre.
- Santa Caterina de Ricci, la seva festa onomàstica és el 13 de febrer.
- Santa Caterina de Siena, la seva festa és el 29 d'abril
- Santa Caterina de Suècia, la seva onomàstica és el 24 de març.
- Santa Caterina Drexel (1858-1955), la seva festa és el 3 de març.
- Santa Caterina Labouré (1806-1876), la seva festa onomàstica és el 28 de novembre.
- Santa Caterina Tomàs (1533-1574), santa d'origen balear, la festa és el 28 de juliol
- Beata Catalina del Carme Caldés Socias, beata, la festa onomàstica és el 23 de juliol
- Beata Catalina de San Mateo de la Concepción, religiosa
- Serventa de Déu Catalina Maura i Pou, religiosa
- Serventa de Déu Catalina de Balmaseda y San Martín, religiosa, la seva onomàstica és el 3 de gener

## Biografies
- Noblesa:
  - Caterina Albert, esposa d'Hug Roger III, descendent de Felip Albert i Violant de Cardona.
  - Caterina Appiani (Piombino v. 1398 - Scarlino, 1451), noble italiana filla de Gerard Lleonard Appiani.
  - Caterina d'Aragó (Alcalá de Henares, 1485 - Kimbolton, 1536), infanta de Castella i princesa d'Aragó, de Gal·les i primera esposa d'Enric VIII d'Anglaterra.
  - Caterina de Cardona (Barcelona, 1519 - Casas de Benítez, 1577), noble, retirada com a anacoreta i morta en llaor de santedat.
  - Caterina I d'Empúries (Lucena, 1635 - ?, 1697), noble hispànica.
  - Caterina Micaela d'Espanya (l'Escorial, 1567 - Torí, 1597), duquessa de Savoia, infanta d'Espanya de la Casa d'Àustria.
  - Maria Caterina Farnese (Parma, 1615 - Sassuolo, 1646), membre de la Dinastia Farnese.
  - Caterina de Grècia (Atenes, 1913 - Marlow, 2007), lady Brandam, princesa de Grècia i de Dinamarca, filla del rei Constantí I de Grècia.
  - Caterina d'Habsburg (Torquemada, Palència, 1507 - Lisboa, 1578), infanta de Castella, princesa d'Aragó, reina consort i regent de Portugal.
  - Caterina Howard, reina consort d'Anglaterra, cinquena esposa d'Enric VIII d'Anglaterra.
  - Caterina de Lancaster (Hetford, 1373 - Valldolid, 1418), princesa anglesa, infanta de Castella, reina consort de Castella i regent de Castella.
  - Caterina de Mèdici (Florència, 1519 - Blois, 1589), princesa italiana, comtessa d'Alvèrnia, reina consort de França i posteriorment regent de França
  - Caterina I de Navarra (1470 - Mont-de-Marsan, 1517), reina de Navarra, comtessa de Foix i Bigorra, vescomtessa de Bearn, Marsan i Castellbó (1483-1517)
  - Caterina d'Ortafà (segle XV), esposa del noble Pere de Rocabertí i d'Erill, senyor de Sant Mori
  - Caterina Parr, reina consort d'Anglaterra, sisena esposa d'Enric VIII d'Anglaterra
  - Caterina de Portugal (1436 - 1463), infanta i religiosa de Portugal, filla d'Eduard I i d'Elionor d'Aragó
  - Caterina de Portugal i de Bragança (Lisboa, 1540 - Villa Viciosa, 1614), infanta de Portugal
  - Caterina de Rússia (duquessa de Mecklenburg-Schwerin)
  - Caterina Pàvlovna de Rússia
  - Caterina II de Rússia (Stettin, 1729 - Sant Petersburg, 1796)
  - Caterina Sforza (Milà, 1463 - Florència, 1509), membre de la noblesa italiana
  - Caterina de Valois i d'Anjou (1428 - Brussel·les, 1446) princesa de França
  - Caterina Visconti (Milà, 1360 - Monza, 1404), duquessa consort del Ducat de Milà
  - Caterina, Duquessa de Cambridge, Kate Middleton, princesa del Regne Unit
- Altres:
  - Caterina Albert Paradís, més coneguda pel seu pseudònim Víctor Català (l'Escala, 1869 - 1966), escriptora catalana
  - Caterina Gabrielli (Roma, 1730 - 1796) cantant italiana
  - Caterina Mieras i Barceló (Sant Joan, Mallorca, 1947), metge i política mallorquina resident a Catalunya
  - Caterina Segurana, heroïna popular de Niça, que tingué un paper important en el setge de la vila de Niça l'estiu de 1543

- Variant Catalina:
  - Catalina Cirer, política mallorquina
  - Catalina Pocoví, glosadora mallorquina
  - Cătălina Ponor, esportista romanesa
  - Catalina Bufí, música
  - Catalina Valls, actriu

### Versió Catherine
- Catherine Théot, visionaria
- Catherine Deneuve, actriu
- Catherine Zeta-Jones, actriu
- Catherine Keener, actriu
- Cate Blanchett, actriu australiana

### Versió Katherine
- Kate Winslet, actriu britànica
- Katherine Rawls, esportista
- Katherine Pulaski, personatge de Star Trek: La nova generació
- Katherine Jenkins, cantant

### Versió Katharine
- Katharine Hepburn, actriu

## Refranys
Hi ha moltes dites populars i refranys en què trobem el prenom Caterina, sobretot en referència a Santa Caterina:
- Sobre la festa onomàstica de Santa Caterina d'Alexandria (25 de novembre):[1]
  - «Santa Caterina la ventosa» (Tarr.).
  - «Santa Caterina favatera» : es diu perquè és temps de plantar faves (Llofriu).
  - «Santa Caterina, freda o humida» (Pineda, Tarr., Segarra, Urgell).
  - «De Santa Caterina a Nadal, un mes cabal» (Empordà, Segarra, Urgell, Val., Alcoi).
  - «Per Santa Caterina, un mes refina» : es diu perquè del dia de Santa Caterina al dia de Nadal hi ha un mes just (Mall., Men).
  - «Per Santa Caterina, si tens blat, fes farina» (or.).
  - «Per Santa Caterina, el blat que hagis de sembrar, fes-ne farina» (Penedès)
  - «Per Santa Catalina, si no tens sembrat es blat, ja en pots fer farina» (Marroig Refr.)
  - «Per Santa Caterina, l'oli és a l'oliva» (or.)
  - «Per Santa Caterina, replega l'oliva»
  - «Santa Caterina clara, tot l'advent emborbollada» : diuen que la temperatura del dia de Santa Caterina dona compte del temps que farà durant l'advent.
  - «Per Santa Caterina un mes es fina»: segons Joan Amades aquest refrany es refereix a la festa de Santa Caterina de Sena, que és a 30 d'abril, però sembla més probable que aquest refrany sia una variant de «Per Santa Caterina un mes refina» i que es refereixi, com aquest, a la festa de Santa Caterina d'Alexandria.

## Topònims
- Concentracions de població:
  - Santa Catalina, barri de Palma (Mallorca)
  - Catalina Foothills, concentració de població d'Arizona, Estats Units
  - Catarina (Texas), concentració de població designada pel cens dels Estats Units a l'estat de Texas
  - Estat de Santa Catarina, estat brasiler al centre de la regió Sud
  - Santa Catalina (Negros Oriental), municipi filipí de la província de Negros Oriental, a l'illa de Negros.
  - Santa Caterina Villarmosa, vilatge de Sicília (Itàlia)
  - Santa Caterina (Ciutat Vella), barri del districte de Ciutat Vella de Barcelona
  - Santa Caterina Albanese, vilatge de Cosenza (Itàlia)
  - Sainte-Catherine (Puèi Domat), vilatge del Puèi Domat (França)
  - Sainte-Catherine-lès-Arras, vilatge de Pas-de-Calais (França)
  - Sainte-Catherine-de-Fierbois, vilatge del Loira (França)
  - Sent Martin Senta Catarina, vilatge del Llemosí (Françà)

- Orografia:
  - Puig Caterina, puig del Pla de l'Estany, Catalunya
  - Illa de Santa Caterina, illa de Gal·les (Regne Unit)
  - Illa Santa Catalina (Califòrnia), illa de Califòrnia (EUA)

## Monuments
- Monestir de Santa Caterina del Sinaí, monestir d'Egipte
- Església de Santa Caterina (València), església de València
- Ermita de Santa Caterina d'Arbeca
- Ermita de Santa Caterina de Baixàs
- Ermita de Santa Caterina (Torroella de Montgrí)
- Oratori de Santa Caterina d'Alexandria, oratori de Sóller (Mallorca)
- Antic Hospital Santa Caterina, antic hospital de Girona
- Església de Santa Caterina d'Alzira, església d'Alzira (País Valencià)

## Miscel·lània
- Catalina Sky Survey, projecte per descobrir cometes i asteroides
- Santa Caterina d'Alexandria (Caravaggio), pintura de Caravaggio
- Fira de Santa Caterina, fira d'Arbeca (Catalunya)